# メンフィス・ブルース (シンディ・ローパーのアルバム)
| 専門評論家によるレビュー | 専門評論家によるレビュー |
| 総スコア                 | 総スコア                 |
| 出典                     | 評価                     |
| ------------------------ | ------------------------ |
| Metacritic               | 45/100                   |
| レビュー・スコア         |                          |
| 出典                     | 評価                     |
| オールミュージック       | [ 3 ]                    |
| ニューヨーク・ポスト     | [ 4 ]                    |
| ローリング・ストーン     | [ 5 ]                    |

『メンフィス・ブルース』(Memphis Blues) は、アメリカ合衆国の歌手シンディ・ローパーの11枚目のスタジオ・アルバムで、古典的なブルースの楽曲のカバー・バージョンを収録した内容となっている。このアルバムは、2008年の彼女のカムバックに続いた作品であり、2010年6月22日の彼女の57歳の誕生日にリリースされ、2010年を対象とした第53回グラミー賞にもノミネートされた。ブラジルの日刊紙『オ・グロボ (O Globo)』の報道によると、このアルバムは、2010年11月までに、世界全体で60万枚を売り上げたとされる。『ニューヨーク・ポスト』紙の企画した2010年の最優秀アルバムの投票では、『メンフィス・ブルース』は第7位に入り、また、『ビルボード』誌によれば、2010年に最大の売り上げとなったブルースのアルバムであった。このアルバムに合わせて、ローパーは、彼女にとって最大規模のツアーとなったメンフィス・ブルース・ツアーを展開し、140以上の公演をおこなった。

## 背景
2009年12月、ローパーは彼女の公式Twitterで、ブルースのアルバムを作成したいと表明した。2010年3月には、テネシー州メンフィスのエレクトラフォニック・スタジオで、プロデューサーにスコット・ボマーを迎え、ローパーにしばしば協力してきたビル・ウィットマン (Bill Wittman) に加え、スペシャル・ゲストとしてB.B.キング、チャーリー・マッスルホワイト、アン・ピーブルス、アラン・トゥーサンが参加した。

## プロモーション
6月14日、ローパーはこのアルバムからの楽曲を『レイト・ショー・ウィズ・デイヴィッド・レターマン (Late Show with David Letterman)』で披露し、次いで6月21日には『The Joy Behar Show』、6月22日には『The Howard Stern Show』と『エレンの部屋 (The Ellen DeGeneres Show)』、6月23日には『グッド・モーニング・アメリカ (Good Morning America)』、6月24日には『Live with Regis and Kelly』、さらに7月20日には『ジ・アーリー・ショー (The Early Show)』、8月30日には『ザ・トゥナイト・ショー・ウィズ・ジェイ・レノ (The Tonight Show with Jay Leno)』に出演した。
ローパーは、このアルバムに合わせてメンフィス・ブルース・ツアーを展開した。
ローパーは、2010年の米国レコード小売業協会 (NARM) の賞を受け、授賞式で『メンフィス・ブルース』に収録した数曲を演奏した。

## 商業的評価
『メンフィス・ブルース』は、アメリカ合衆国の『ビルボード』誌のトップ・ブルース・チャートで初登場第1位となり、公式アルバム・チャートである Billboard 200 でも初登場第26位となって、最初の週だけで 16,000枚以上売り上げるそこそこの成功を収めた。このアルバムは、ローパーにとって『シーズ・ソー・アンユージュアル (She's So Unusual)』と『トゥルー・カラーズ (True Colors)』に次いで、Billboard 200 において3番目に高い成績を残した作品となった。このアルバムは、ブルース・チャートでは、13週にわたって首位を守り、通算40週にわたってチャートに留まった。このアルバムは、アメリカ合衆国において、2016年5月までに 76,000枚を売り上げた。2011年、このアルバムは、独立系音楽企業協会 (IMPALA) からダブル・シルバーの認定を受けたが、これはヨーロッパ全域で 40,000枚以上を売り上げたことを意味していた。ブラジルでは、このアルバムはおよそ 10,000枚を売り上げた。
このアルバムからは、『ビルボード』誌のブルース・デジタル・ソング・チャートのトップ25に、7曲が入り、なかでも「クロスローズ」はチャートの首位に立った。

## トラックリスト
| #         | タイトル                                                                                      | 作詞・作曲                                    | 時間  |
| --------- | --------------------------------------------------------------------------------------------- | --------------------------------------------- | ----- |
| 1.        | 「ジャスト・ユア・フール (Just Your Fool)」(feat. チャーリー・マッスルホワイト)               | マリオン・ウォルター・ジェイコブス            | 3:37  |
| 2.        | 「シャッタード・ドリームス (Shattered Dreams)」(feat. アラン・トゥーサン)                     | Lowell Fulson、Washington Ferdinand           | 3:52  |
| 3.        | 「アーリー・イン・ザ・モーニン (Early in the Mornin')」(feat. アラン・トゥーサン、B.B.キング) | Leo Hickman、ルイ・ジョーダン、Dallas Bartley | 3:51  |
| 4.        | 「ロマンス・イン・ザ・ダーク (Romance in the Dark)」                                          | William Lee Conley Broonzy, Lillian Green     | 5:44  |
| 5.        | 「ハウ・ブルー・キャン・ユー・ゲット (How Blue Can You Get?)」(feat. ジョニー・ラング)        | Jane Feather                                  | 5:23  |
| 6.        | 「ダウン・ドント・バザー・ミー (Down Don't Bother Me)」(feat. チャーリー・マッスルホワイト)   | アルバート・キング                            | 3:03  |
| 7.        | 「ドント・クライ・ノー・モア (Don't Cry No More)」                                            | ドン・ロビー                                  | 2:44  |
| 8.        | 「ローリン・アンド・タンブリン (Rollin' and Tumblin')」(feat. アン・ピーブルス)               | マディ・ウォーターズ                          | 3:29  |
| 9.        | 「ダウン・ソー・ロウ (Down So Low)」                                                          | トレイシー・ネルソン                          | 3:55  |
| 10.       | 「マザー・アース (Mother Earth)」(feat. アラン・トゥーサン)                                   | メンフィス・スリム、Peter Chatman             | 5:19  |
| 11.       | 「クロスローズ (Crossroads)」(feat. ジョニー・ラング)                                         | ロバート・ジョンソン                          | 4:44  |
| 合計時間: | 合計時間:                                                                                     | 合計時間:                                     | 45:41 |

| #         | タイトル                                                                             | 作詞・作曲       | 時間  |
| --------- | ------------------------------------------------------------------------------------ | ---------------- | ----- |
| 12.       | 「ワイルド・ウーマン・ドント・ハヴ・ザ・ブルース (Wild Women Don't Have the Blues)」 | アイダ・コックス | 3:22  |
| 合計時間: | 合計時間:                                                                            | 合計時間:        | 49:03 |

| #         | タイトル                                                                       | 作詞・作曲           | 時間  |
| --------- | ------------------------------------------------------------------------------ | -------------------- | ----- |
| 13.       | 「アイ・ドント・ワナ・クライ (I Don't Want to Cry)」(feat. レオ・ガンデルマン) | チャック・ジャクソン | 4:39  |
| 合計時間: | 合計時間:                                                                      | 合計時間:            | 53:42 |

| #         | タイトル                                                 | 作詞・作曲           | 時間  |
| --------- | -------------------------------------------------------- | -------------------- | ----- |
| 13.       | 「ドント・ワナ・クライ (Don't Want to Cry)」(feat. TOKU) | チャック・ジャクソン | 4:34  |
| 合計時間: | 合計時間:                                                | 合計時間:            | 53:37 |

| #         | タイトル                                                 | 作詞・作曲 | 時間 |
| --------- | -------------------------------------------------------- | ---------- | ---- |
| 1.        | 「Behind The Scenes Video Of Making Of 'Memphis Blues'」 |            | 4:36 |
| 2.        | 「Cyndi Talking About 'Memphis Blues'」                  |            | 2:30 |
| 合計時間: | 合計時間:                                                | 合計時間:  | 7:06 |

## パーソネル
- シンディ・ローパー – リードボーカル、プロダクション
- チャーリー・"スキップ"・ピッツ（英語版） - ギター
- レスター・スネル (Lester Snell) – ギター[20]
- チャーリー・マッスルホワイト - ハーモニカ
- アラン・トゥーサン – キーボード
- ウィリアム・ウィットマン (William Wittman) - ベース、エンジニア
- リロイ・ホッジズ（英語版） – ベース
- ハワード・グライムズ（英語版） – ドラムス
- マーク・フランクリン (Marc Franklin) – トランペット
- デリック・ウィリアムズ (Derrick Williams) – テナー・サクソフォーン
- カーク・スマザース (Kirk Smothers) – バリトン・サクソフォーン
- B.B.キング – ボーカル、ギター（「アーリー・イン・ザ・モーニン」）[21]
- ジョニー・ラング – ボーカル、ギター（「ハウ・ブルー・キャン・ユー・ゲット」、「クロスローズ」）
- アン・ピーブルス – ボーカル（「ローリン・アンド・タンブリン）
- スコット・ボマー – プロダクション

## チャート
週間チャート
| チャート（2010年 - 2011年）                               | 最高位 |
| --------------------------------------------------------- | ------ |
| アメリカ合衆国 ARIAチャート                               | 59     |
| ベルギー ベルギー・アルバム・チャート（ワロン地域）       | 79     |
| ベルギー ベルギー・アルバム・チャート（フランデレン地域） | 77     |
| カナダ カナダ・アルバム・チャート                         | 45     |
| フランス フランス・アルバム・チャート                     | 31     |
| ドイツ ドイツ・アルバム・チャート                         | 77     |
| ギリシャ ギリシャ・アルバム・チャート                     | 45     |
| 日本 オリコン・アルバム・チャート                         | 41     |
| スイス スイス・アルバム・チャート                         | 77     |
| イギリス 全英アルバムチャート                             | 105    |
| イギリス Independent Albums                               | 13     |
| イギリス Album Downloads Chart                            | 89     |
| アメリカ合衆国 ビルボード Billboard 200                   | 26     |
| アメリカ合衆国 ビルボード Blues Albums                    | 1      |
| アメリカ合衆国 ビルボード Digital Albums                  | 21     |
| アメリカ合衆国 ビルボード Independent Albums              | 2      |
| アメリカ合衆国 ビルボード Internet Albums                 | 10     |
| アメリカ合衆国 ビルボード Tastemaker Albums               | 12     |

年間チャート
| チャート（2010年）                     | 順位 |
| -------------------------------------- | ---- |
| アメリカ合衆国 ビルボード Blues Albums | 1    |

楽曲
| 年   | 楽曲                                           | 最高位                        | 最高位               | 最高位                  | 最高位            | 最高位              | 最高位                |
| 年   | 楽曲                                           | Billboard Digital Blues Songs | Canadian Blues Songs | New Zealand Blues Songs | Japan Blues Songs | Irish Singles Chart | Italian Singles Chart |
| ---- | ---------------------------------------------- | ----------------------------- | -------------------- | ----------------------- | ----------------- | ------------------- | --------------------- |
| 2010 | ジャスト・ユア・フール                         | 2                             | 1                    | 10                      | 1                 | 66                  | —                     |
| 2010 | クロスローズ                                   | 1                             | —                    | —                       | 15                | —                   | —                     |
| 2010 | ハウ・ブルー・キャン・ユー・ゲット             | 9                             | 5                    | 20                      | —                 | —                   | —                     |
| 2010 | ローリン・アンド・タンブリン                   | 12                            | 3                    | 2                       | 4                 | —                   | —                     |
| 2010 | アーリー・イン・ザ・モーニン                   | 14                            | 5                    | 2                       | 5                 | —                   | —                     |
| 2010 | ロマンス・イン・ザ・ダーク                     | 17                            | —                    | —                       | —                 | —                   | —                     |
| 2010 | シャッタード・ドリームス                       | 25                            | —                    | —                       | 1                 | —                   | —                     |
| 2010 | ワイルド・ウーマン・ドント・ハヴ・ザ・ブルース | —                             | —                    | —                       | —                 | —                   | 43                    |
| 2010 | アイ・ドント・ワナ・クライ                     | —                             | —                    | —                       | 1                 | —                   | —                     |

## 栄誉
| 年     | ノミネート対象           | 賞                                                     | 結果       |
| ------ | ------------------------ | ------------------------------------------------------ | ---------- |
| 2011年 | 『メンフィス・ブルース』 | グラミー賞最優秀トラディショナル・ブルース・アルバム賞 | ノミネート |